# Corán de Topkapi

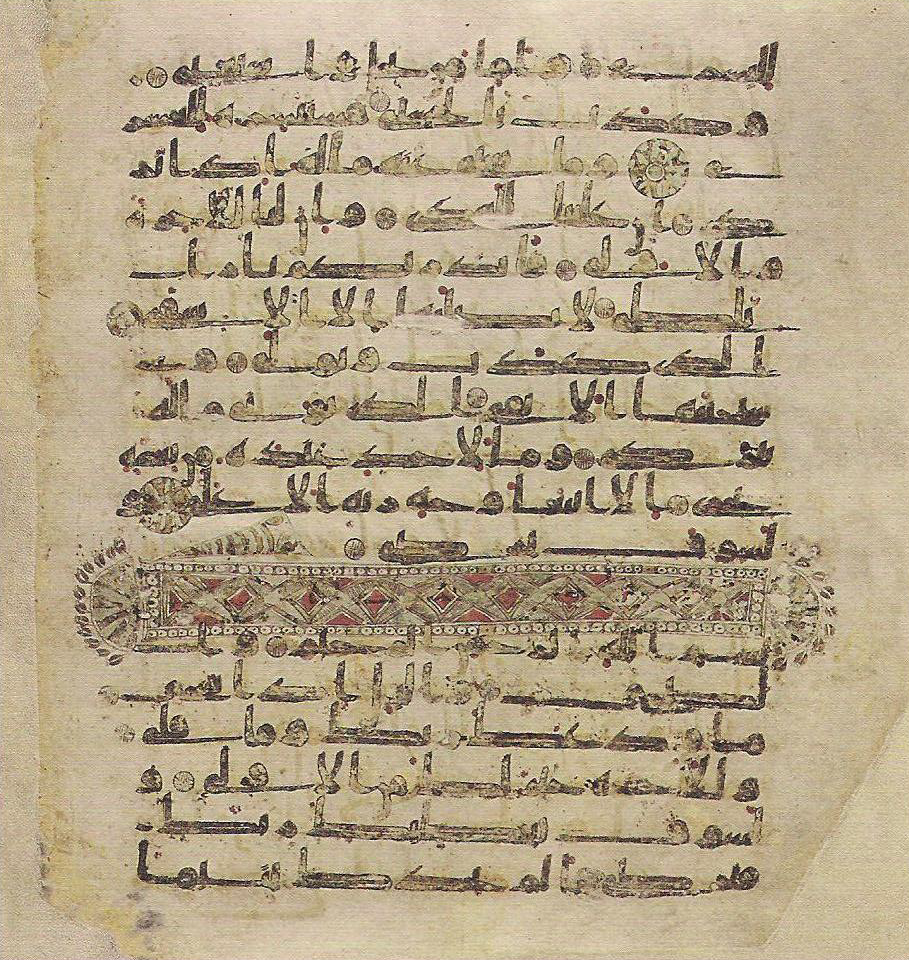
Página del Corán de Topkapi.

El Corán de Topkapi o manuscrito de Topkapi, también conocido como Topkapi H.S. 32, es un manuscrito temprano del Corán datado de mediados del siglo VIII. Está ubicado en el Museo del Palacio de Topkapi, en Estambul, Turquía. Aunque se ha atribuido al califa Utmán (f. 656), un reciente estudio del profesor Rami Hussein Halaseh indica que atribuir el H.S. 32 a "Utmán o su producción en el siglo VII es históricamente erróneo".
Otras ilustraciones similares se pueden observar en la Cúpula de la Roca en Jerusalén, la Mezquita de los Omeyas en Damasco y otros monumentos omeyas. El manuscrito tiene. unas dimensiones de 41 x 46 centímetros. Según Halaseh, H.S. 32 actualmente contiene el 97,78% del Corán, únicamente faltan dos páginas, 23 versos, por lo que es de los manuscritos más completos del libro sagrado. Mehmed Ali Pasha, gobernador de Egipto, mandó este manuscrito al sultán otomano Mahmut II como presente en el siglo XIX.
Las investigaciones paleográficas indican que el manuscrito de Topkapi se asimila a los escritos del siglo VIII. Halaseh también revela que, basándose en la paleografía del manuscrito, los folios 2r-6v y 11 parecen haber sido creados por otro autor y añadidos al manuscrito en una fecha posterior.
Según Tayyar Altikulaç, el manuscrito fue producido entre la segunda mitad del primer siglo y el segundo siglo de la Hégira según las vocales y las puntuaciones.
También E. İhsanoǧlu: "La investigación del manuscrito de Topkapi muestra que fue escrito en una avanzada escritura cúfica. La forma de las letras no confirma el estilo de escritura de los primeros coranes atribuidos al califa Utmán, que fueron escritos en vitelas en este periodo y se les conocen como Coranes del califa Utmán". "Según la evaluación de Munadjdjid, ni este corán ni los de Taskent, al-Mashad al-Husayn en El Cairo y el del Museo de Arte Turco e Islámico en Estambul se pueden atribuir al califa Utmán; sin embargo, considerando las diferentes formas de escritura, los siglos en los que fueron copiados y sus diversas dimensiones, deben haber sido copiados de las obras originales de Utmán. Por este motivo, todos fueron llamados Coranes de Utmán".